# الزيلة (ملحان)

تعديل مصدري - تعديل

الزيلة هي إحدى قرى عزلة بني مليك بمديرية ملحان التابعة لمحافظة المحويت، بلغ تعداد سكانها 209 نسمة حسب تعداد اليمن لعام 2004.